# W Motors
W Motors é uma empresa de automóveis inicialmente libanesa (atualmente emiradense), fundada em Beirute no ano de 2012. A empresa anunciou seu primeiro carro, Lykan HyperSport, em janeiro de 2013 em Monaco.
Em 1 de janeiro de 2013, A W Motors decide mudar suas operações de Beirute, Líbano, para Dubai, Emirados Árabes Unidos.

## Companhia
O desenvolvimento da marca W Motors levou sete anos. Fabricantes de automóveis europeus como a Carrozzeria Viotti, Magna Steyr, RUF Automobile e StudioTorino estavam envolvidos no desenvolvimento de W Motors. Os Investimentos iniciais superou US$ 13 milhões, alguns dos quais vieram de FFA Private Bank do Líbano, que se tornou uma das partes interessadas na empresa. O fundador da W Motors, Ralph Debbas, tem mestrado em design automotivo.
A W motors foi fundada em 2012. E seu lançamento oficial foi um marco importante para a indústria automotiva na região e no mundo. A W Motors foi definida para ser a principal desenvolvedora árabe de carros de luxo de alta performance na região, o lançamento em 11 de julho de 2012 durante uma cerimônia final no alto do local pródigo de Sursock Palace Beirute. Após o seu lançamento mundial no International Qatar Motor Show em 28 de julho de 2013, a W Motors revelou ao mundo o seu primeiro modelo, o Lykan Hypersport, limitado a apenas 7 unidades em todo o mundo. Mais de 150.000 visitantes compareceram a este evento alem da presença dos meios de comunicação regionais e internacionais que cobriram este evento histórico. Após o lançamento no Qatar em Janeiro de 2013, a W Motors prosseguiu com uma turnê regional onde o Lykan Hypersport foi apresentado em Dubai, Abu Dhabi e Kuwait, Bélgica e Espanha. A W Motors vem ganhando força entre muitos dos entusiastas automotivos do mundo. A primeira marca Árabe do Hypercars, com veículos limitado a sete unidades por projeto e rotulado como o mais exclusivo, luxuoso e exclusivo Hypercar no Mundo.
Todos os veículos Lykan HyperSport são vendidos e entregues. A entrega dos modelos Fenyr SuperSport começou no final de 2018. Espera-se que um novo modelo seja lançado em 2019.
Além de desenvolver seus próprios supercarros, a W Motors desenvolveu o primeiro veículo da empresa irmã baseada na China, a ICONIQ Motors - o ICONIQ Seven, um veículo multiuso totalmente elétrico.
Alinhada à estratégia da W Motors de expandir e fortalecer sua presença no Oriente Médio e internacionalmente, a empresa começará a primeira fase de desenvolvimento de sua unidade de produção em Dubai em 2019, com o projeto a ser concluído cedo A instalação de última geração produzirá modelos atuais e futuros da W Motors, incluindo veículos elétricos e autônomos, de acordo com a visão de Dubai de se tornar a "cidade mais inteligente do mundo".
A nova instalação se juntará ao estúdio de design da W Motors, em Dubai, e à sua galeria principal.

## Modelos

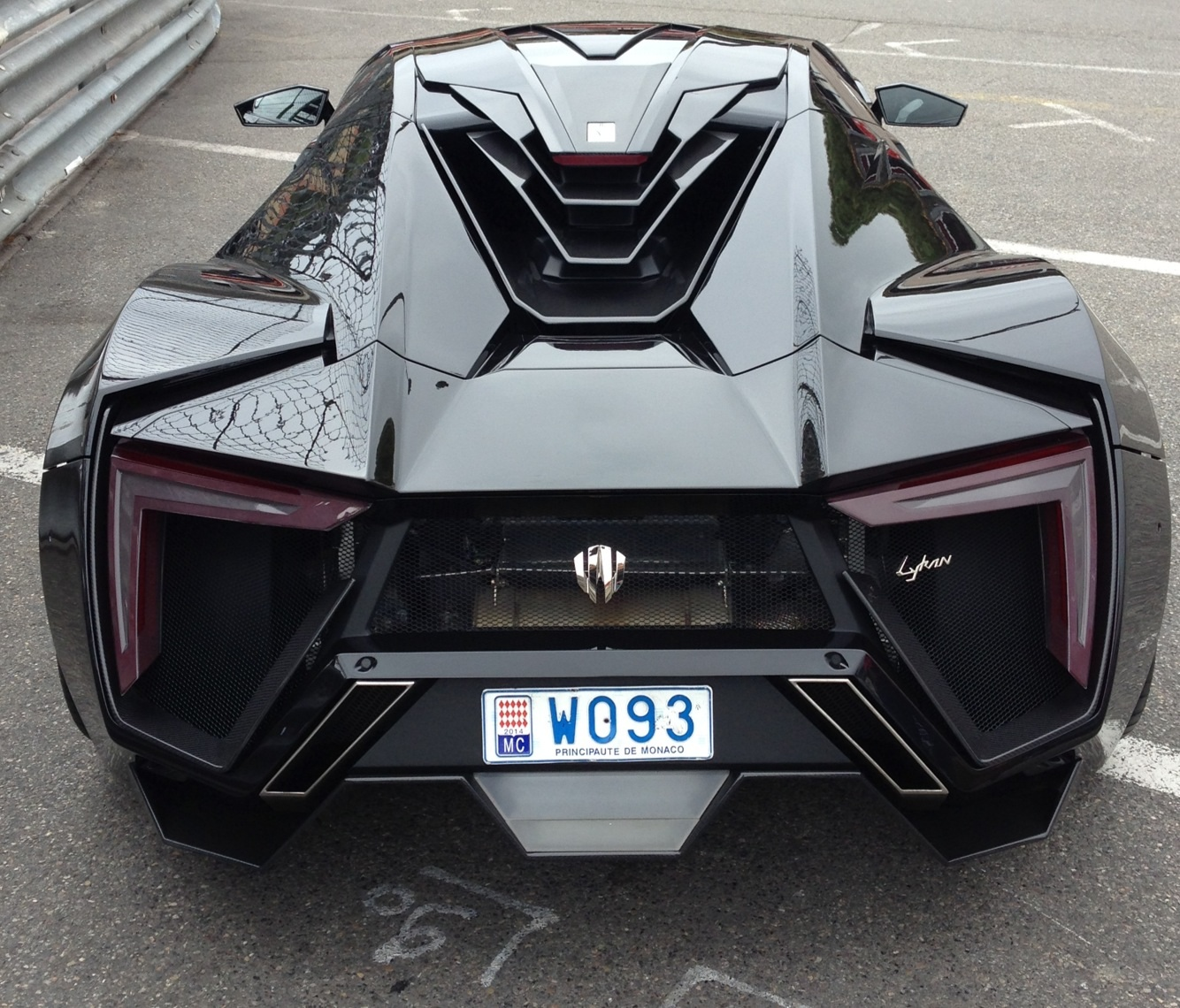
A traseira do Lykan HyperSport.

O Lykan HyperSport é alimentado por um motor de 6 cilindros de 3.7 litros (3746 cc) twin-turbo,  desenvolvendo 552 kW (750 cv) e 960 Nm (708 lb·ft) de torque,  alegando 0 a 100 km/h em 2.8 segundos com uma velocidade máxima de 395 km/h (245 mph). Ele possui um display holográfico com o movimento interativo e interação tátil, os faróis de LED são feitos de uma lâmina de titânio incrustado com diamantes e as luzes traseiras com safiras.
Outro modelo anunciado pela W Motors é o Fenyr SuperSport. Um supercarro com uma produção limitada a 25 unidades por ano, com foco especial de alto desempenho e detalhes de luxo mais discretos quando comparados com os Lykan Hypersport. O Fenyr SuperSport contará com um tempo de 0-60 mph de 2,7 segundos, de 900 cavalos de potência, uma velocidade de topo mais de 245 mph, e tem um peso de aproximadamente 1.200 kg.